# دلال عبد اللطيف
دلال عبد الكريم جمال عبد اللطيف (مواليد 17 سبتمبر 1994) هي لاعبة كرة قدم سعودية محترفة تلعب في مركز مدافع مع نادي القادسية في الدوري السعودي الممتاز للسيدات ومنتخب السعودية.

## مسيرتها في الأندية
لعبت دلال في أندية الرياض من 2016 إلى 2018، وفي نادي سما من 2018 إلى 2021، وفي اليمامة في 2022.
كانت دلال تلعب مع اليامامة حتى استحوذ عليه نادي الشباب في أبريل 2023. بعد الاستحواذ، وقعت دلال مع الشباب في أغسطس 2023. في 26 يوليو 2024، أعلن نادي الشباب عن مغادرة المدافعة.
في 30 يوليو 2024، أعلن القادسية عن التوقيع مع المدافعة لمدة موسم واحد. في 14 أكتوبر 2024، تم اختيارها في فريق الأسبوع خلال الأسبوع الثالث من موسم 2024–25.

## المسيرة الدولية
في ديسمبر 2022، تلقت أول استدعاء لها للانضمام إلى المنتخب الوطني في الخبر للمشاركة في الدورة الدولية الودية لكرة القدم للسيدات. في 11 يناير 2023، لعبت أول مباراة دولية لها والتي انتهت بالفوز 1–0 ضد منتخب موريشيوس للسيدات.

## روابط خارجية
- دلال عبد اللطيف على الأرشيف الرياضي العالمي

- Dalal Abdullatif at Player Maker Stats
- Dalal Abdullatif at Soccerdonna